# Forces armées du Sud de la Russie
Les Forces armées du Sud de la Russie (russe : Вооружённыя Силы Юга Россіи, souvent abrégé en ВСЮР) sont une union stratégique d’unités des armées blanches dans le sud de la Russie en 1919-1920 pendant la guerre civile russe. Elles ont été créées le 8 janvier 1919 par la fusion de l’armée des volontaires et l’armée du Don pour la lutte commune contre les bolcheviks. En octobre 1919, elles atteignent leur effectif maximal de 270 000 hommes, 600 pièces d’artillerie, 38 chars d’assaut, 72 avions et environ 120 navires (d’autres sources citent environ 160 000 hommes en juillet 1919).
De janvier à décembre 1919, le quartier général du commandant en chef des Forces armées du Sud de la Russie, le général Dénikine, se trouve à Taganrog.

## Composition
Les Forces armées du Sud de la Russie étaient composées de :
- L’armée des volontaires (de janvier à mai 1919 sous le nom d’armée des volontaires du Caucase)
- L’armée du Don (à partir du 23 février 1919)
- L’armée du Caucase (à partir de mai 1919)
- L’armée du Kouban (à partir de février 1920, ancienne armée du Caucase)
- L’armée de Crimée et d’Azov (à partir de juin 1919 — 3e corps d’armée)
- L’armée du Turkestan
- L’armée du Terek et du Daghestan (à partir de juillet 1919 — armée du Caucase du nord)
- Forces armées de l'oblast de Kiev (à partir de septembre 1919)
- Forces armées de Nouvelle-Russie et de Crimée (à partir de septembre 1919)
- La flotte de la Mer Noire
- La flottille du Don
- La flottille de la Caspienne et autres.
- D’après l’accord du 6 novembre 1919, l’armée ukrainienne de Galicie devait être intégrée aux Forces armées du Sud de la Russie mais à la suite de la retraite des troupes blanches cet accord ne fut pas appliqué en totalité.

## Janvier-avril 1919
En février 1919, la 11e armée rouge, forte de 90 000 hommes, avait été anéantie dans le nord du Caucase, le commandement des Forces armées du Sud de la Russie se mit à transférer des unités vers le nord en direction de la région minière du Donbass et du Don en soutien de l’armée du Don (forte de 15 000 hommes) qui reculait devant la poussée du front sud de l’armée rouge (85 000 hommes). Malgré leur infériorité numérique, la défense acharnée de mars-avril 1919 de la ligne au nord de Rostov-sur-le-Don-Novotcherkassk-Manytch des volontaires et des cosaques arrêta l’offensive rouge et se prolongea par la contre-offensive du printemps. En mars 1919, le commandement de l’armée mis en place un appareil administratif pour la gestion des territoires sous son contrôle.

## La marche sur Moscou

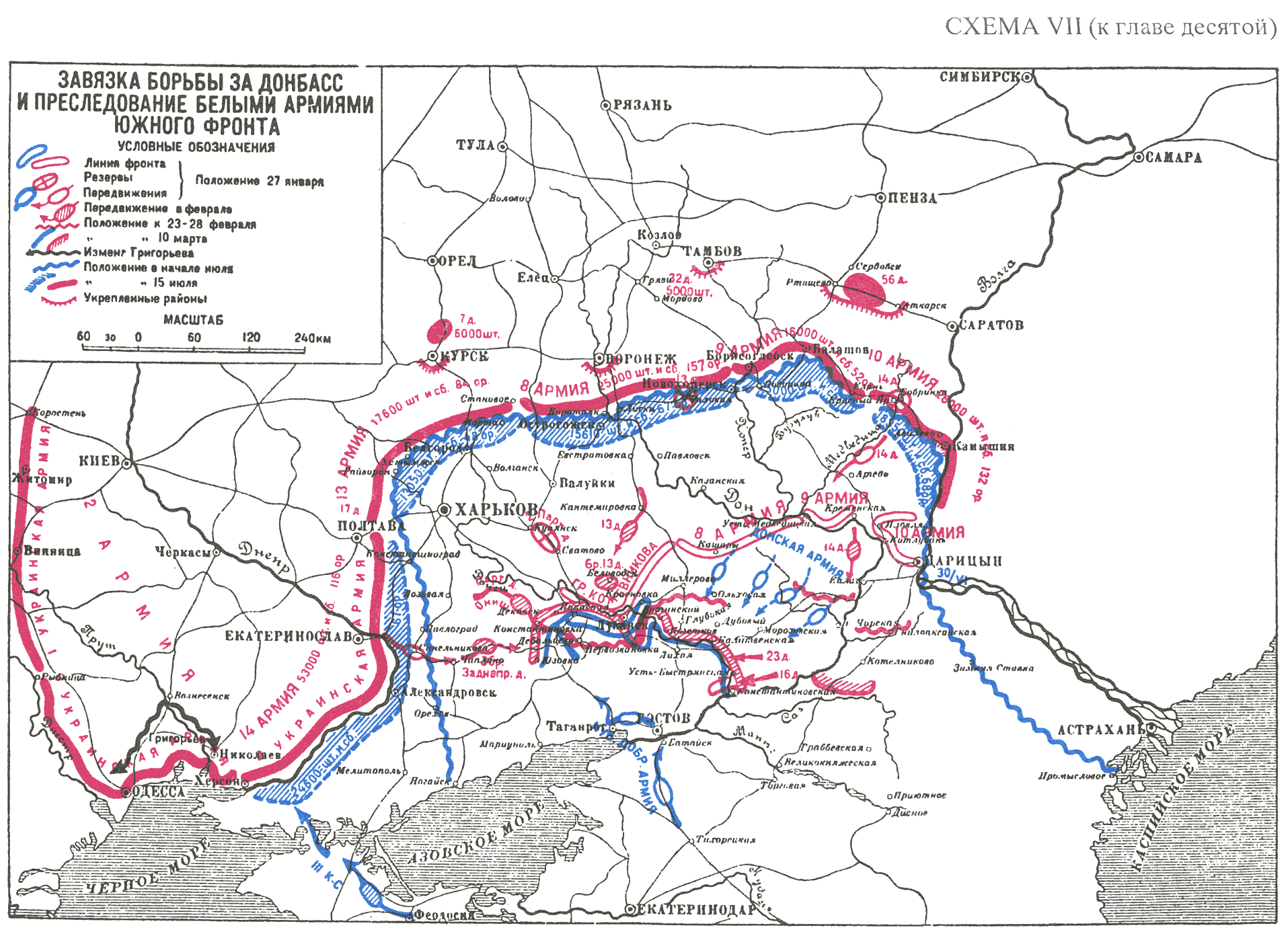
Schéma de l’offensive des Forces armées du Sud de la Russie début 1919

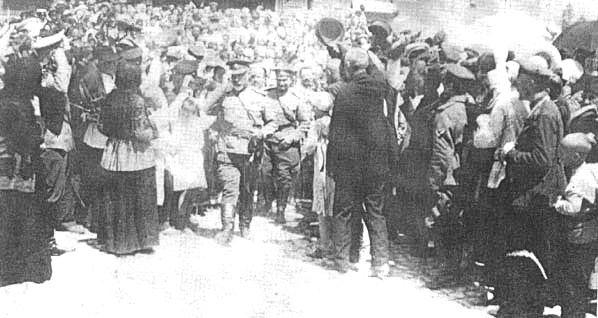
Des habitants de Tsaritsyne accueillent le général Dénikine après la prise de la ville en juillet 1919.

Le 17 mai 1919, les Forces armées du Sud de la Russie lance une opération visant à défaire le front sud de l’Armée rouge afin d’ouvrir la voie à une avancée sur Moscou.
À la mi-mai 1919, les unités du front sud de l’Armée rouge (100 000 hommes, 460 pièces d’artillerie, 2 000 mitrailleuses) sous le commandement de V. M. Gittis mènent une offensive en direction du Donbass, du Donets et du Manytch afin d’encercler et d’anéantir les Forces armées du Sud de la Russie à Rostov et Novotcherkassk.
Les 17 − 24 mai 1919, les Forces armées du Sud de la Russie tirèrent profit d’insurrection paysannes massives à l’arrière du front sud de l’Armée rouge, de l’insurrection des cosaques du Don supérieur et des mouvements insurrectionnels en Ukraine. Conjuguant les forces des armées des volontaires, du Don et du Caucase (70 000 hommes, 350 pièces d’artillerie, 1500 mitrailleuses) sous son commandement Dénikine lança des contre-attaques enfonçant le front rouge et ouvrant la voie à une contre-offensive d’envergure, de la mer d’Azov à la mer Caspienne, avec comme objectif principal Kharkov et, en second lieu, Tsaritsyne.
En mai-juin, les rouges se retiraient du Donbass, de Crimée, le 24 juin de Kharkov, le 27 juin de Ekaterinoslav, le 30 juin de Tsaritsyne. Trois armées rouges furent défaites.
Les lourdes défaites sur le front sud à la fin mai 1919 laissaient espérer qu’elles seraient le prologue de la chute du pouvoir bolchévique, Dénikine donna ainsi le 3 juillet 1919 à ses hommes l’objectif de prendre Moscou :
« Ayant pour objectif final de prendre le cœur de la Russie, Moscou, j’ordonne :

1. L’armée du Caucase de Wrangel doit se rendre sur le front de Saratov-Rtichtchevo-Balachov, y remplacer les unités du Don et continuer l’offensive vers Penza, Rouzaïevka, Arzamas puis Nijni Novgorod, Vladimir, Moscou…
2. Le général Sidorine doit, jusqu’au départ des forces du général Wrangel, poursuivre sa mission d’avancer sur le front Kamychine-Balachov. Les autres unités doivent développer l’offensive sur Moscou dans les directions suivantes : a) Voronèje, Kozlov, Riazan et b) Novy Oskol, Ielets, Kachira.
3. Le général Maï-Maïevski doit avancer sur Moscou via Koursk, Orel, Toula. En soutien on avancera de l’ouest sur une ligne du Dniepr à la Desna, prenant Kiev et d’autres points de passage sur le tronçon Ekaterinoslav-Briansk.
4. Le général Dobrovolski doit se rendre sur le Dniepr d’Alexandrovska à l’embouchure pour ensuite prendre Kherson et Nikolaïev.
5. La flotte de la mer noire doit soutenir les opérations militaires ... et bloquer le port d’Odessa. »

Cependant les blancs manquaient en permanence de forces pour atteindre leurs objectifs, les régions principales et les villes industrielles du centre de la Russie restant aux mains des rouges. En découlait pour ses derniers une supériorité numérique et matérielle. Le commandement bolchévique entama une campagne « Tous au combat contre Dénikine ! » (le 9 juillet) et pris des mesures extraordinaires pour renforcer le front sud. En juillet leurs effectifs comptaient déjà 180 000 hommes et environ 900 pièces d’artillerie. La progression des troupes de Dénikine était freinée, seule sur le flanc droit de l’offensive l’armée du Caucase parvint à avancer vers le nord et prendre Kamychine le 22 juillet.
À la mi-août, le front sud de l’Armée rouge tenta de passer à la contre-attaque avec pour objectif de défaire les principales unités blanches qui menaient l’offensive, capturer le cours inférieur du Don et couper la retraite de l’ennemi vers le Caucase du nord.
Informé à l’avance de la contre-attaque qui se prépare, le commandement des Forces armées du Sud de la Russie tenta de contrecarrer les préparatifs en envoyant le 4e corps des cosaques du Don du lieutenant-général Mamontov (9 000 hommes, 12 pièces d’artillerie) faire un raid sur les arrières de l’ennemi. Forçant le front, le corps cosaque s’enfonça derrière les lignes rouges, capturant des villes, anéantissant des garnisons et troupes ennemies, désorganisant les voies de communication et armant des partisans. Pour les combattre le commandement bolchévique créa le front intérieur sous les ordres de M. Lachevitch (environ 23 000 hommes, de l’aviation et des trains blindés). Le raid de la cavalerie de Mamontov ne put empêcher la contre-attaque de l’Armée rouge mais parvint à détruire et désorganiser les arrières des rouges, réduisant la force de frappe des unités passant à l’attaque.
Le 14 août, un groupe spécial (composé des 9e et 10e armées, du corps de cavalerie de Boudienny et de la flottille militaire de Volga-Caspienne) lança une grande attaque dirigée vers Rostov-sur-le-Don à partir de la région au nord de Novokhopiorsk et Kamychine, le groupe d’assaut commandé par Selivatchev (8e armée, une partie de la 13e armée) à partir de Liski vers Koupiansk. Avançant au prix de lourds combats, ils s’approchèrent, début septembre, de Kharkov et Tsaritsyne, où ils furent défaits par les blancs. Les troupes de Dénikine continuèrent alors leur offensive vers le nord et l’ouest. Le 27 août 27 Odessa est prise, le 31 août — Kiev, le 20 septembre — Koursk.

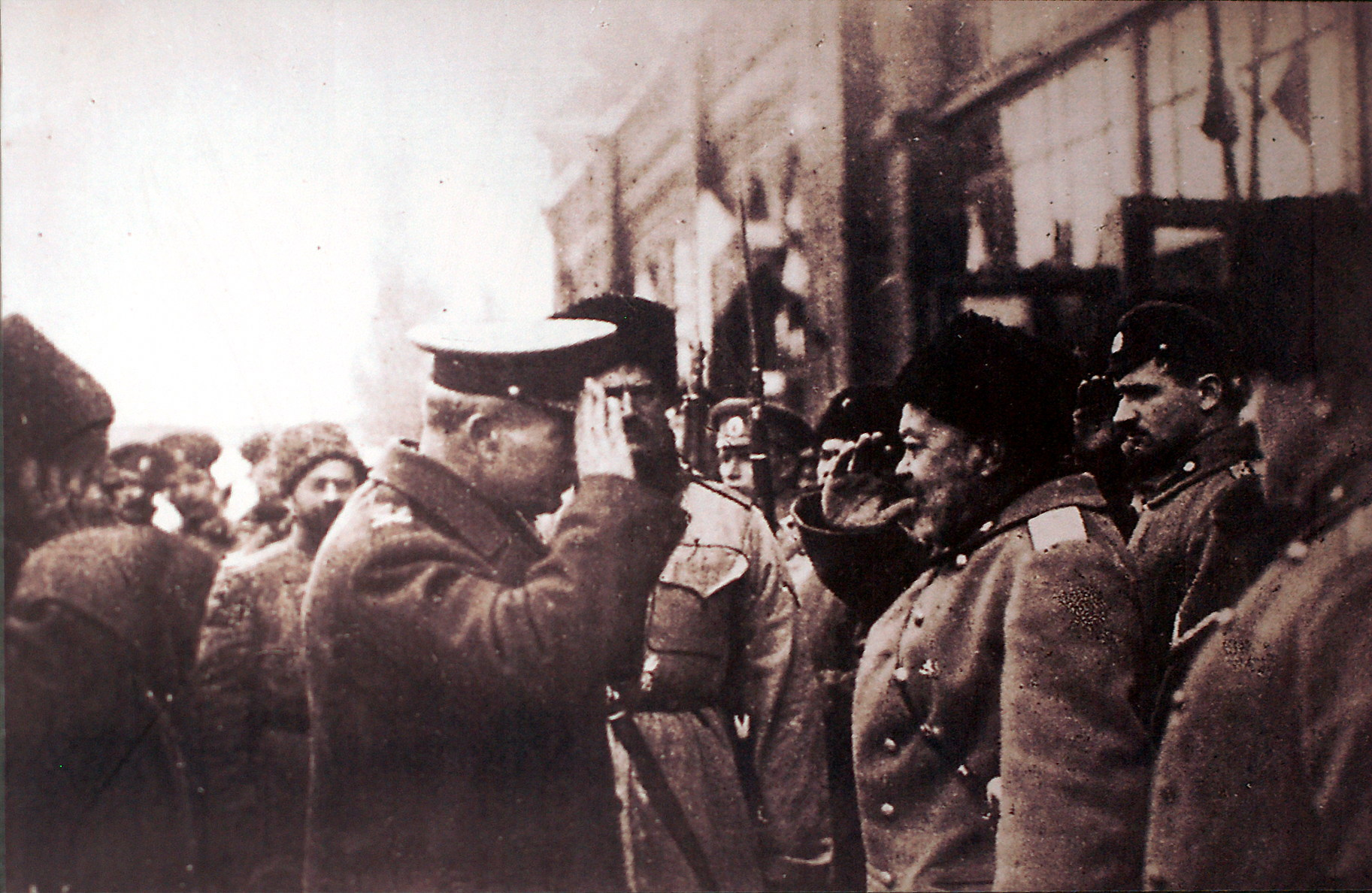
Le général anglais Frederick C. Poole (à gauche, avec la casquette) et le général russe Vladimir A. Kartsov (à droite), novembre 1919.

Septembre et début octobre 1919 marquent l’apogée des armées blanches du sud de la Russie, toujours à la pointe de l’attaque se trouvait premier corps d’armée (commandé par le lieutenant-général Alexandre Koutepov) — l’épine dorsale des troupes blanches du sud de la Russie. Menant une offensive couronnée de succès, les troupes de Dénikine prirent le 6 octobre Voronèje, le 13 octobre — Orel et menaçaient Toula. Le front sud des bolchéviques se désagrégeait. Leur gouvernement pressentant une catastrophe se préparait à passer dans la clandestinité ou de fuir à l’étranger, une partie des institutions gouvernementales s’apprêtaient à être évacuées à Vologda. Toutes les forces disponibles du front sud et du front sud-est furent dirigées contre les armées de Dénikine.
Mais à la mi-octobre 1919, la situation des Forces armées du Sud de la Russie se dégrada singulièrement. Leurs arrières étaient dévastés par les raids de Makhno en Ukraine, qui parvint à forcer la ligne de front des blancs en septembre aux alentours d’Ouman, il fallut pour le combattre rappeler des troupes du front alors que les bolchéviques, ayant conclu un armistice avec la Pologne et l’armée de la République populaire ukrainienne disposaient de nouvelles troupes pour lutter contre Dénikine. Le transfert de la division de tirailleurs lettons du front polonais en Biélorussie sur le front du sud fut particulièrement significative ; vers Karatchev elle servit de base à la formation d’un groupe d’assaut commandé par Antons Martusevičs, celle-ci arrêta vers la fin du mois la progression sur Moscou du régiment d’assaut de Kornilov par des attaques sur les flancs. Ayant assuré sa supériorité en armes et en hommes sur le tronçon du front le plus important d’Orel à Koursk, (62 000 hommes côté rouge contre 22 000 côté blanc) l’armée rouge passa à la contre-offensive à la mi-octobre.

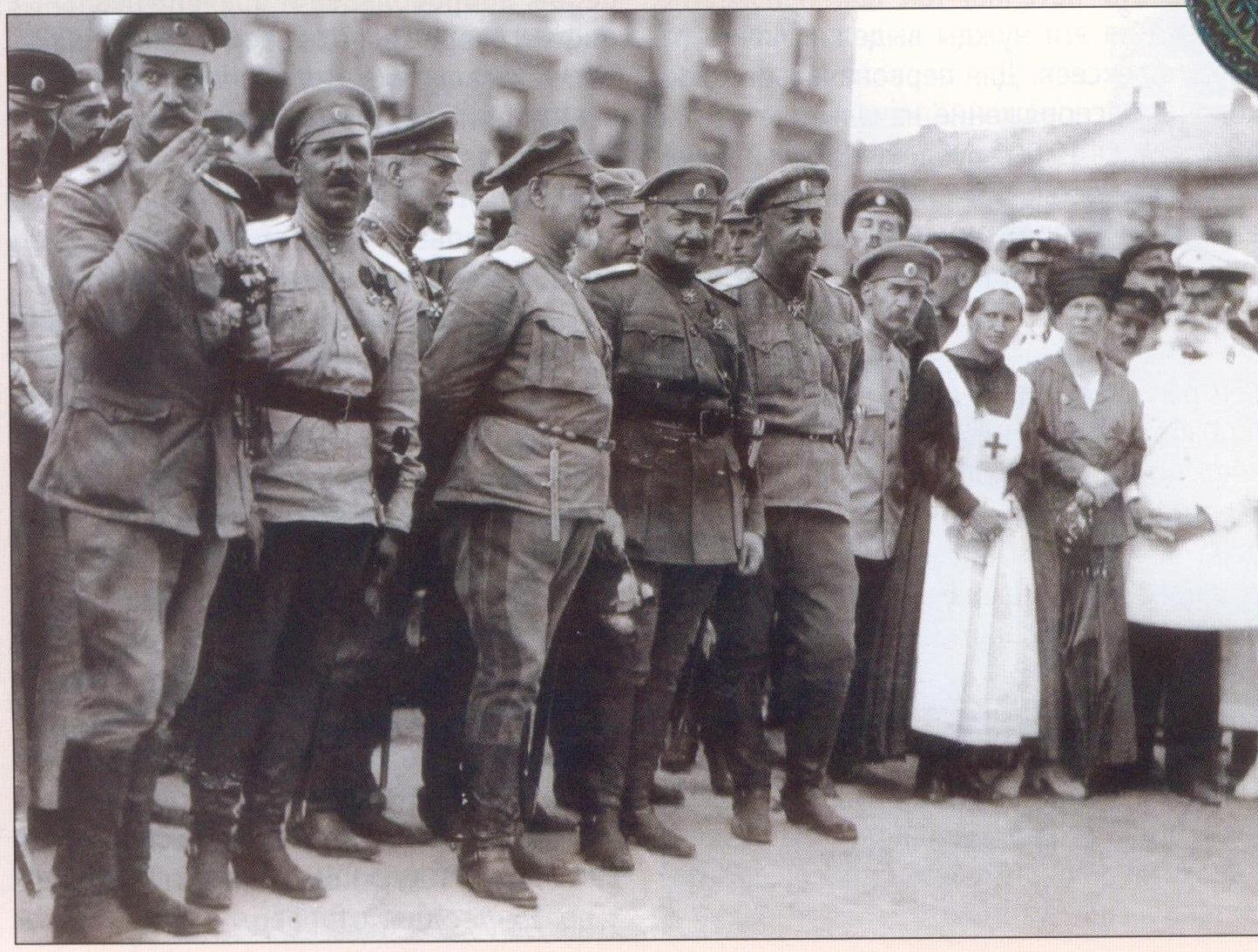
Armée blanche à Kharkov, 1919

Après des combats acharnés au sud d’Orel, fin octobre les faibles effectifs de l’armée des volontaires furent battues par les troupes du front sud de l’Armée rouge et repoussées sur tout l’ensemble du front. Durant l’hiver 1919-1920, les troupes de Dénikine se retirèrent de Kharkov, Kiev, Donbass, Rostov-sur-le-Don. En février-mars 1920 suivit une défaite dans la lutte pour le Kouban, due à la désorganisation de l’armée du Kouban (ses tendances séparatistes en faisait une des formations les moins fiables des Forces armées du Sud de la Russie). Les dernières unités cosaques du Kouban se désagrégèrent alors définitivement et se rendirent massivement aux rouges ou passèrent du côté « verts », ce qui amena à la décomposition du front blanc et au repli de l’armée blanche vers Novorossiisk.
Le 4 avril 1920, Dénikine se retire et quitte la Russie. Les unités restantes se regroupent en Crimée où elles sont réorganisées sous le nom d’Armée Russe par leur nouveau commandant en chef le général baron Wrangel.

## Commandants en chef des Forces armées du Sud de la Russie

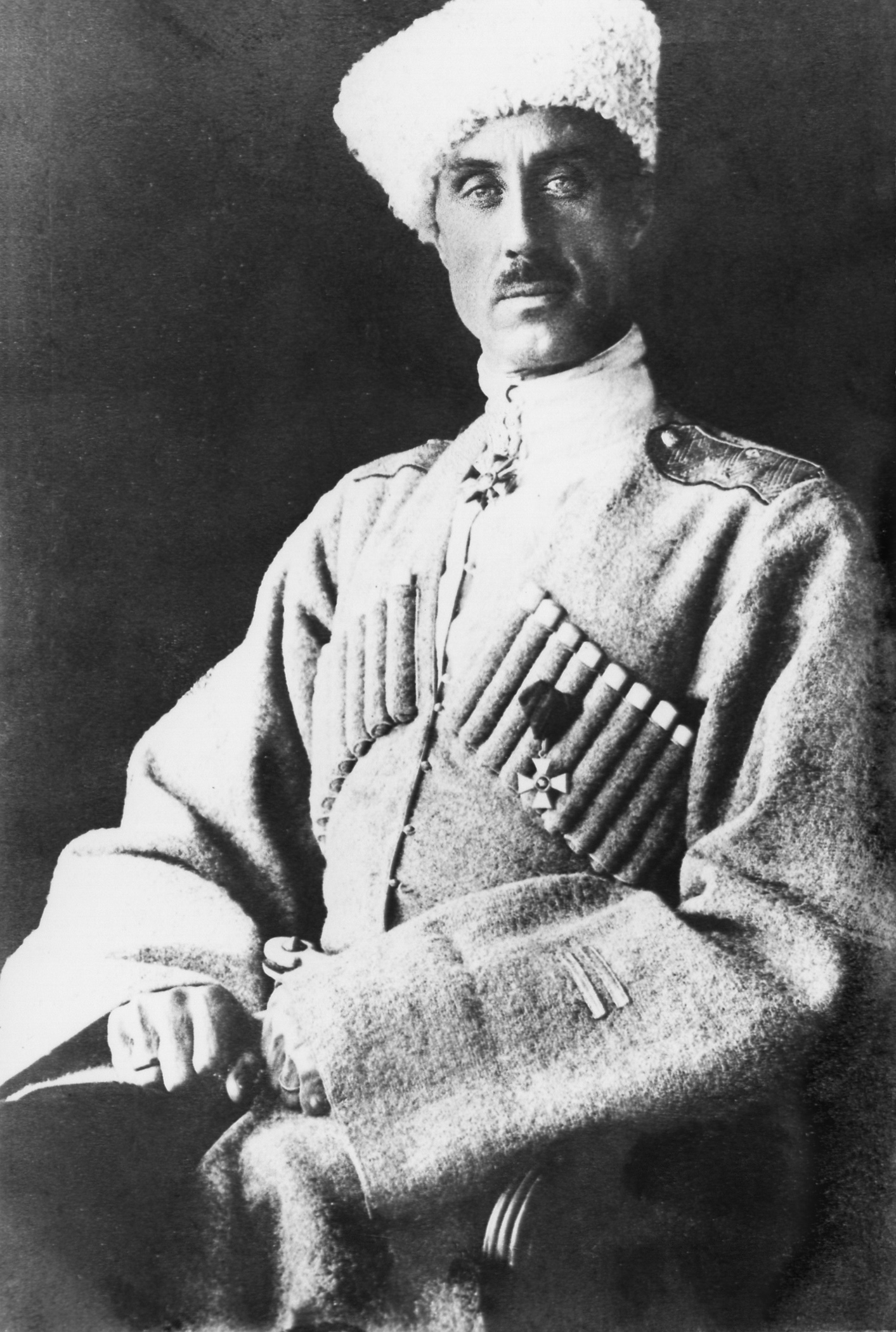
Baron Piotr Nikolaïevitch Wrangel (1878—1928), successeur de Dénikine

- Lieutenant général Dénikine (8 janvier 1919 — 4 avril 1920)
- Lieutenant général baron Wrangel (4 avril — 11 mai 1920). Ensuite les Forces armées du Sud de la Russie furent rebaptisées Armée Russe en restant sous le même commandement.

### Autres commandants
- Constantin Prissovsky
- Vladimir Maï-Maïevski
- Nikolaï Ioudenitch
- Sergueï Markov
- Nikolaï Tretiakov
- Iakov Slachtchev
- Vassili Floug
- Vladimir Vitkovski